# Nauen-Paretzer-Kanal

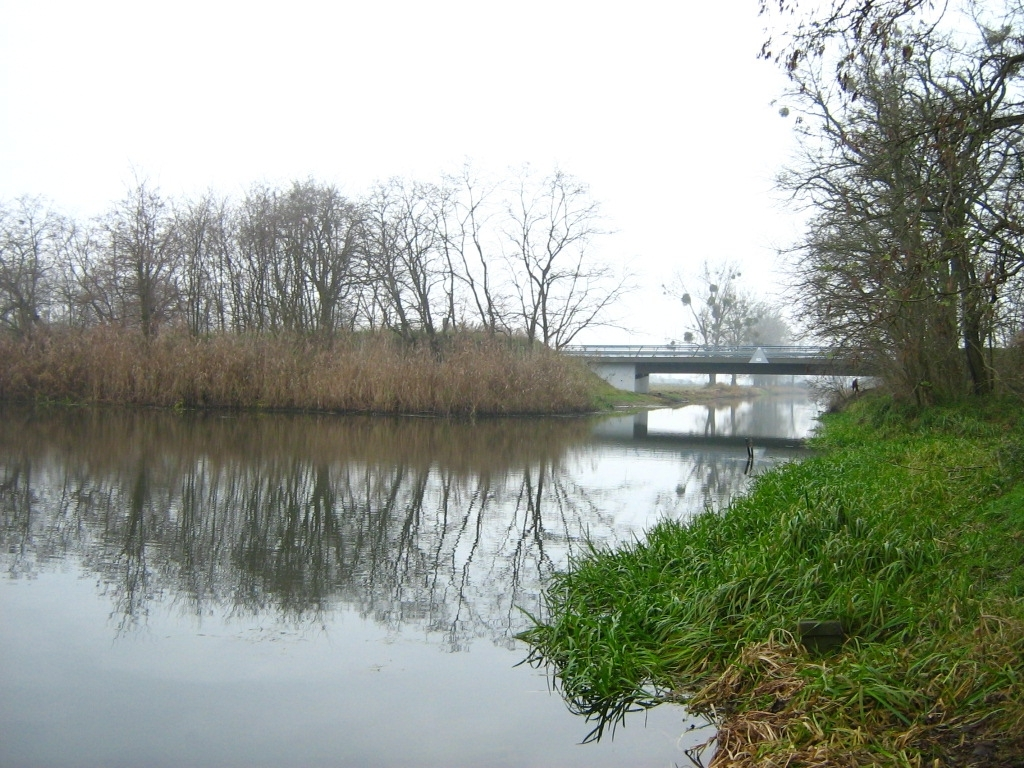
Nauen-Paretzer-Kanal bei Bredow, heute Oberlauf des Großen Havelländischen Hauptkanals

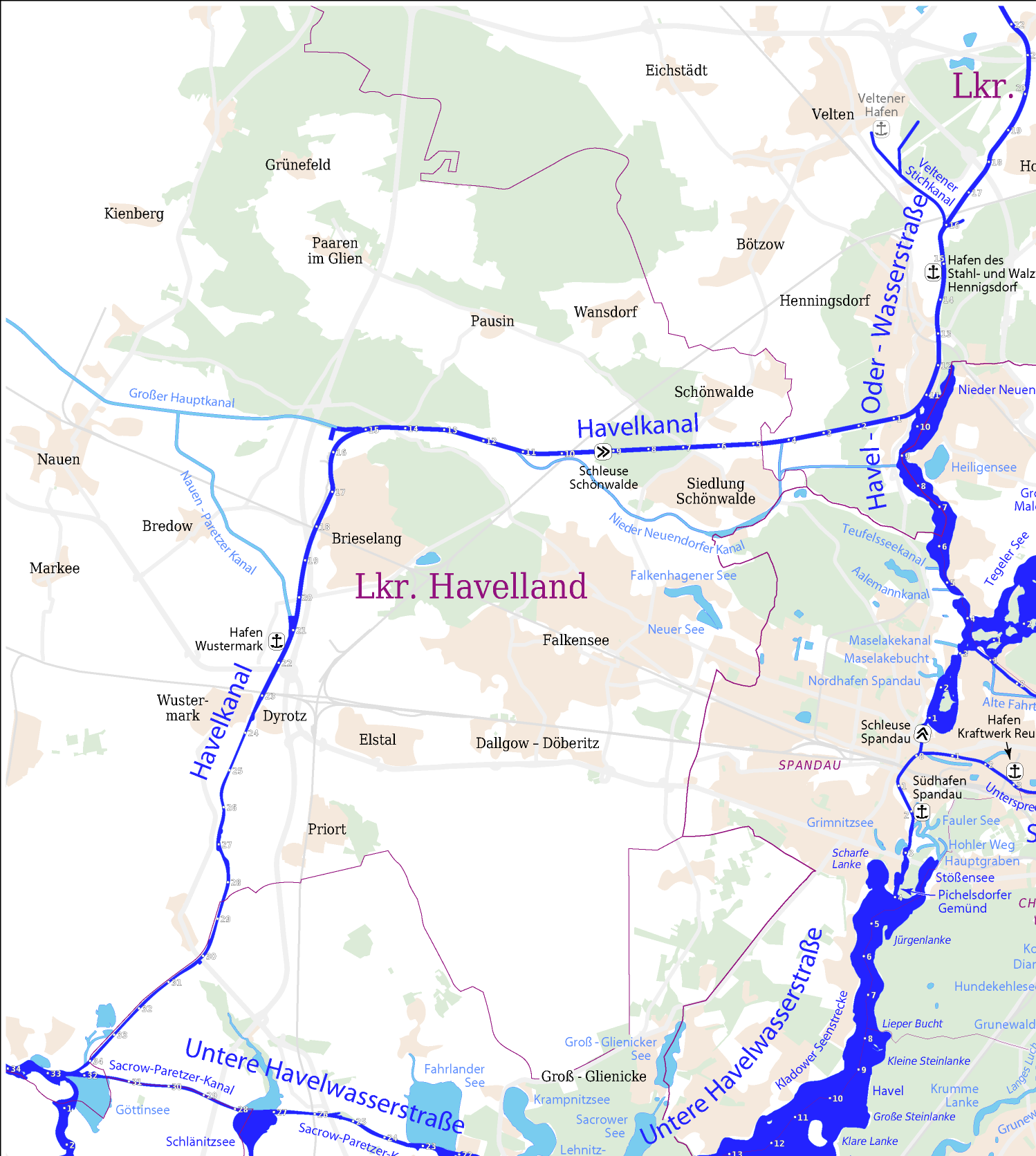
Der Nauen-Paretzer-Kanal im Verbund der Berliner Wasserstraßen

Der Nauen-Paretzer-Kanal oder Hauptschifffahrtskanal Paretz-Nauen war ein Kanal westlich von Berlin. Der Kanal war eine Verbindung zwischen der Havel bei Paretz und dem Großen Havelländischen Hauptkanal nördlich der Stadt Nauen. Der Kanal ist Landeswasserstraße beziehungsweise „schiffbares Landesgewässer“. Begonnen wurde mit seiner Anlage 1913. Während des Ersten Weltkriegs wurden bei den Bauarbeiten Kriegsgefangene eingesetzt. Eröffnet wurde er 1921. Sein südlicher Abschnitt ab Zeestow wurde in den 1951 bis 1952 gebauten Havelkanal einbezogen und dafür erneut vergrößert und begradigt.
Der Nauen-Paretzer Kanal hatte eine Breite von 20 Metern und eine Tiefe von 1,6 Metern. 
Von der Anbindung an den Großen Havelländischen Hauptkanal nördlich von Bredow bis nach Zeestow-Luch war die Trasse überwiegend neu. Von Zeestow bis Buchow-Karpzow verwendete man den Schöppengraben, der südöstlich des Ortes in den heute verlandeten Wublitzsee mündete. Von diesem See bis zur Havel erweiterte man den Wublitzkanal, den Schanzendammgraben und den Paretzer Ziegeleikanal. Im Verlauf des ehemaligen Ziegeleikanals wurde eine Schleuse und ein dazugehöriges Schöpfwerk gebaut. Die Schleuse Paretz ist in ihren Grundmaßen, den Schleusentoren und schrägen Kammerwänden erhalten. Das Schöpfwerk mit seinen Pumpen diente zur Entwässerung des tieferliegenden Luches in die südlich gelegene Havel.
Bei der Anlage des Havelkanals wurde der nördliche Teil des Nauen-Paretzer-Kanals von diesem Schifffahrtsweg abgetrennt. Der Abschnitt wird dem Großen Havelländischen Hauptkanal zugerechnet. Er wird vom Wasser des aus Falkensee kommenden Schlaggrabens gespeist. An der Gewässerkreuzung gibt es außer dem Düker unter dem Havelkanal ein Pumpwerk und ein Abstiegswehr, sodass ein dosierter Wasseraustausch in beiden Richtungen möglich ist.